# سیارک ۱۴۳۹۵
سیارک ۱۴۳۹۵ (به انگلیسی: 14395 Tommorgan، نامگذاری:1990TN3) چهارده هزار و سیصد و نود و پنجمین سیارک کشف شده‌است که در ۱۵ اکتبر ۱۹۹۰ کشف شد.
قدر مطلق سیارک برابر ۱۴.۱ است.